# 강원용 (인권운동가)
강원용은 한국의 목사이자, 사회운동가이다.